# اسپات (ماهواره)

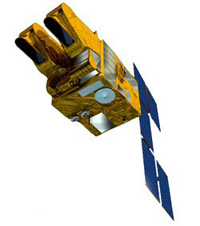
ماهواره اسپات ۵

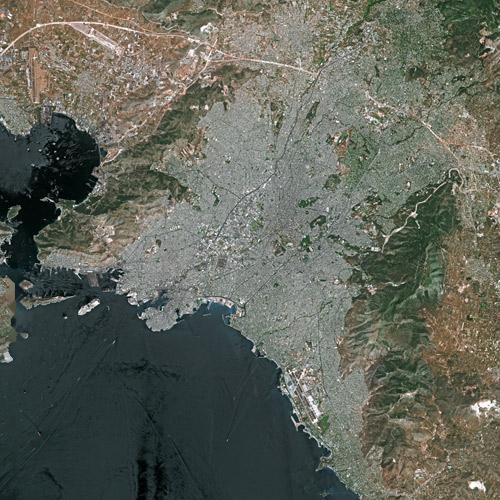
تصویر ماهواره‌ای آتن در سال ۲۰۰۲، برداشت شده توسط اسپات ۵

اسپات (فرانسوی: Satellite Pour l’Observation de la Terre‎) ماهواره تجاری فرانسوی دیدبانی زمین است که تصاویر ماهواره‌ای با تفکیک‌پذیری بالا تهیه می‌کند. نام SPOT مخفف نام فرانسوی آن است که ترجمه تحت‌اللفظی آن ماهواره دیدبانی زمین است. این ماهواره توسط شرکت اسپات ایمیج در تولوز فرانسه راه‌اندازی شده و توسط سازمان فضایی فرانسه در دهه ۱۹۷۰ در مدار قرار گرفت.
ماهواره اسپات برای بهبود دانش مدیریت زمین با کاوش منابع زمین، تشخیص و پیش‌بینی پدیده‌های اقلیم‌شناسی و اقیانوس‌نگاری و پایش فعالیت‌های انسانی و پدیده‌های طبیعی طراحی شده است.
سامانه ماهواره‌ای اسپات شامل مجموعه‌ای از ماهواره‌ها و مراکز کنترل زمینی برای برنامه‌ریزی و مدیریت ماهواره‌ها برای تولید و انتشار تصاویر ماهواره‌ای است.
ماهواره‌های اولیه اسپات با استفاده از راکت‌های آریان ۲، ۳ و ۴ متعلق به سازمان فضایی اروپا به فضا پرتاب شدند، در حالی که ماهواره‌های اسپات ۶ و ۷ با استفاده از راکت PSLV سازمان تحقیقات فضایی هند در مدار قرار گرفتند.

## ماهواره‌ها
ماهواره‌های اسپات قادر به تهیه تصاویر ماهواره‌ای با جداسازی بالا از همه نقاط زمین هستند.
- اسپات ۱، در سال ۱۹۸۶ به فضا پرتاب شد و قابلیت تهیه تصاویر با تفکیک‌پذیری ۱۰ متر در باند پانکروماتیک و ۲۰ متر در باندهای چندطیفی را دارا بود. فعالیت اسپات ۱ در ۳۱ دسامبر ۱۹۹۰ پایان یافت.
- اسپات ۲، ۲۲ ژانویه ۱۹۹۰ به فضا پرتاب و ژوئیه ۲۰۰۹ از مدار خارج شد.
- اسپات ۳، ۲۶ سپتامبر ۱۹۹۳ به فضا پرتاب شد و فعالیت آن در ۱۴ نوامبر ۱۹۹۷ پایان یافت.
- اسپات ۴، ۲۴ سپتامبر ۱۹۹۸ به فضا پرتاب شد و فعالیت آن در ژوئیه ۲۰۱۳ پایان یافت.
- اسپات ۵، ۴ می ۲۰۰۲ به فضا پرتاب شد و قادر به تهیه تصاویر با دقت ۲٫۵، ۵ و ۱۰ متر است.
- اسپات ۶، ۹ سپتامبر ۲۰۱۲ به فضا پرتاب شد.
- اسپات ۷، ۳۰ ژوئن ۲۰۱۴ به فضا پرتاب شد.این ماهواره در دسامبر همان سال توسط جمهوری آذربایجان خریداری شد.[۱]